# 1975 en els vols espacials
Aquest article és una llista d'esdeveniments de vols espacials relacionats que es van produir el 1975. En aquest any es van veure diversos esdeveniments important com el llançament a Mart de les missions orbitadors/mòduls de descens Viking, la unió amb el Programa de proves Apollo-Soiuz, i la missió del Venera 9 a Venus.
- El Viking 1 va ser llançat el 20 d'agost de 1975 i el Viking 2 el 9 de setembre de 1975. Aquesta missió d'orbitador/mòdul de descens es va dedicar a fotografiar Mart en detall i per trobar aigua i vida a la superfície.
- En l'Apollo-Soyuz es va veure la fi de la carrera espacial amb els EUA i l'URSS. La missió es va iniciar entre el 15 de juliol de 1975 ai el 17 de juliol 1975.
- La missió Venera 9 va ser llançada el 8 de juny de 1975 seguint així una altra missió amb èxit d'orbitador/mòdul de descens.

## Llançaments
| Data i hora (UTC)      | Coet | Coet                       | Plataforma de llançament             | Plataforma de llançament                                  | LSP                                        | LSP                                                                     |
| ---------------------- | --- | -------------------------- | ------------------------------------ | --------------------------------------------------------- | ------------------------------------------ | ----------------------------------------------------------------------- |
| Data i hora (UTC)      | Càrrega útil | Operador                   | Òrbita                               | Funció                                                    | Deteriorament (UTC)                        | Resultat                                                                |
| Data i hora (UTC)      | Comentaris |                            |                                      |                                                           |                                            |                                                                         |
| 10 de gener 21:43:37   | Unió Soviètica - Soyuz | Unió Soviètica - Soyuz     | Unió Soviètica - Baikonur Site 1/5   | Unió Soviètica - Baikonur Site 1/5                        | Unió Soviètica                             | Unió Soviètica                                                          |
| 10 de gener 21:43:37   | Unió Soviètica - Soiuz 17 |                            | Terrestre Baixa (Salyut 4)           | Expedició a la Salyut                                     | 19 de febrer 11:03                         | Reeixit                                                                 |
| 10 de gener 21:43:37   | Vol tripulat amb dos cosmonautes, primera missió a la Salyut 4 |                            |                                      |                                                           |                                            |                                                                         |
| 19 d'abril             | Unió Soviètica - Kosmos-3M | Unió Soviètica - Kosmos-3M | Unió Soviètica - Kapustin Yar        | Unió Soviètica - Kapustin Yar                             | Unió Soviètica Soviet Programa Interkosmos | Unió Soviètica Soviet Programa Interkosmos                              |
| 19 d'abril             | Índia - Aryabhata | ISRO                       | Terrestre Baixa                      | Astronomia de raigs X, aeronomia, i estudis físics solars | 11 de febrer 1992                          | Parcialment amb èxit (va fallar de 4-5 dies després del seu llançament) |
| 19 d'abril             | Primer satèl·lit indi |                            |                                      |                                                           |                                            |                                                                         |
| 5 d'abril 11:04:54     | Unió Soviètica - Soiuz | Unió Soviètica - Soiuz     | Unió Soviètica - Baikonur Site 1/5   | Unió Soviètica - Baikonur Site 1/5                        | Unió Soviètica                             | Unió Soviètica                                                          |
| 5 d'abril 11:04:54     | Unió Soviètica - Soyuz 7K-T #39 |                            | Destinat: Terrestre Baixa (Salyut 4) | Expedició a la Salyut                                     | 11:26                                      | Error de llançament                                                     |
| 5 d'abril 11:04:54     | Vol tripulat amb dos cosmonautes, les 1a i 2a etapes van fallar en separar-se, el vol es va avortar i la tripulació va tornar en trajectòria suborbital |                            |                                      |                                                           |                                            |                                                                         |
| 24 de maig 14:58:10    | Unió Soviètica - Soiuz | Unió Soviètica - Soiuz     | Unió Soviètica - Baikonur Site 1/5   | Unió Soviètica - Baikonur Site 1/5                        | Unió Soviètica                             | Unió Soviètica                                                          |
| 24 de maig 14:58:10    | Unió Soviètica - Soiuz 18 |                            | Terrestre Baixa (Salyut 4)           | Expedició a la Salyut                                     | 26 de juliol 14:18                         | Reeixit                                                                 |
| 24 de maig 14:58:10    | Vol tripulat amb dos cosmonautes, missió final al Salyut 4 |                            |                                      |                                                           |                                            |                                                                         |
| 15 de juliol 14:58:10  | Unió Soviètica - Soiuz-U | Unió Soviètica - Soiuz-U   | Unió Soviètica - Baikonur Site 1/5   | Unió Soviètica - Baikonur Site 1/5                        | Unió Soviètica                             | Unió Soviètica                                                          |
| 15 de juliol 14:58:10  | Unió Soviètica - Soyuz 19 |                            | Terrestre Baixa (Apollo)             | Acoblament internacional                                  | 21 de juliol 10:50                         | Reeixit                                                                 |
| 15 de juliol 14:58:10  | Vol tripulat amb dos cosmonautes, contribució soviètica al Programa de proves Apollo-Soiuz |                            |                                      |                                                           |                                            |                                                                         |
| 15 de juliol 19:50:01  | Estats Units - Saturn IB | Estats Units - Saturn IB   | Estats Units - Kennedy LC-39B        | Estats Units - Kennedy LC-39B                             | Estats Units - NASA                        | Estats Units - NASA                                                     |
| 15 de juliol 19:50:01  | Estats Units - Apollo | NASA                       | Terrestre Baixa (Soyuz 19)           | Acoblament internacional                                  | 24 de juliol 21:18                         | Reeixit                                                                 |
| 15 de juliol 19:50:01  | Estats Units - DM-2 | NASA                       | Terrestre Baixa (Apollo)             | Adaptador d'acoblament                                    | 2 d'agost                                  | Reeixit                                                                 |
| 15 de juliol 19:50:01  | Vol tripulat amb tres astronautes, contribució americana al Programa de proves Apollo-Soiuz. Vol final del programa Apollo i del coet Saturn |                            |                                      |                                                           |                                            |                                                                         |
| 20 d'agost 21:22:00    | Estats Units - Titan IIIE | Estats Units - Titan IIIE  | Estats Units - Cape Canaveral LC-41  | Estats Units - Cape Canaveral LC-41                       | Estats Units                               | Estats Units                                                            |
| 20 d'agost 21:22:00    | Estats Units - Orbitador Viking 1 | NASA                       | Areocèntrica                         | Orbitador de Mart                                         | En òrbita                                  | Reeixit                                                                 |
| 20 d'agost 21:22:00    | Estats Units - Mòdul de descens Viking 1 | NASA                       | Areocèntrica                         | Mòdul de descens de Mart                                  | 20 de juliol 1976 11:53:06                 | Reeixit                                                                 |
| 20 d'agost 21:22:00    | El mòdul de descens va aterrar al Chryse Planitia, convertint-se en la primera nau espacial en aterrar sobre Mart. Va operar fins a l'11 de novembre 1982 quan es van perdre les comunicacions a causa d'una instrucció erronia enviada a la nau espacial. L'orbitador va ser desactivat el 17 d'agost de 1980. |                            |                                      |                                                           |                                            |                                                                         |
| 9 de setembre 18:39:00 | Estats Units - Titan IIIE | Estats Units - Titan IIIE  | Estats Units - Cape Canaveral LC-41  | Estats Units - Cape Canaveral LC-41                       | Estats Units                               | Estats Units                                                            |
| 9 de setembre 18:39:00 | Estats Units - Orbitador Viking 2 | NASA                       | Areocèntrica                         | Orbitador de Mart                                         | En òrbita                                  | Reeixit                                                                 |
| 9 de setembre 18:39:00 | Estats Units - Mòdul de descens Viking 2 | NASA                       | Areocèntrica                         | Mòdul de descens a Mart                                   | 3 de setembre 1976 22:58:20                | Reeixit                                                                 |
| 9 de setembre 18:39:00 | El mòdul de descens va aterrar al Utopia Planitia i va operar fins que van fallar les bateries l'11 d'abril de 1980. L'orbitador va ser desactivat el 25 de juliol de 1978. |                            |                                      |                                                           |                                            |                                                                         |

## Encontres espacials
| Data (GMT)   | Nau espacial               | Esdeveniment                      | Comentaris               |
| ------------ | -------------------------- | --------------------------------- | ------------------------ |
| 16 de març   | Mariner 10                 | 3r Sobrevol de Mercuri            | apropament màxim: 327 km |
| 20 d'octubre | Venera 9                   | Injecció en òrbita citerocèntrica |                          |
| 22 d'octubre | Mòdul de descens Venera 9  | Aterratge venusià                 | Aterrat a les 05:13 UTC  |
| 23 d'octubre | Venera 10                  | Injecció en òrbita citerocèntrica |                          |
| 25 d'octubre | Mòdul de descens Venera 10 | Aterratge venusià                 | Aterrat a les 05:17 UTC  |